# Битва пяти лам
Битва пяти лам (также называется вторым тибетским вторжением в Бутан) — вооружённое столкновение, произошедшее в 1634 году, между сторонниками правителя Бутана Шабдрунга Нгаванга Намгьяла с одной стороны и силами тибетской династии Цангпа и пятью бутанскими ламами с другой. Последним удалось покорить резиденцию Шабдрунга, угрожая ему свержением. Во время битвы запасы боеприпасов, находившихся в Симток-дзонг, воспламенились, в результате чего крепость была разрушена, а большинство тибетских воинов погибло. Воспользовавшись этим, сторонники Шабдрунга сплотились и вытеснили тибетцев со своей земли. Это сражение было ключевым событием в истории объединения Бутана под властью Шабдрунга Нгаванга Намгьяла.

## Предыстория

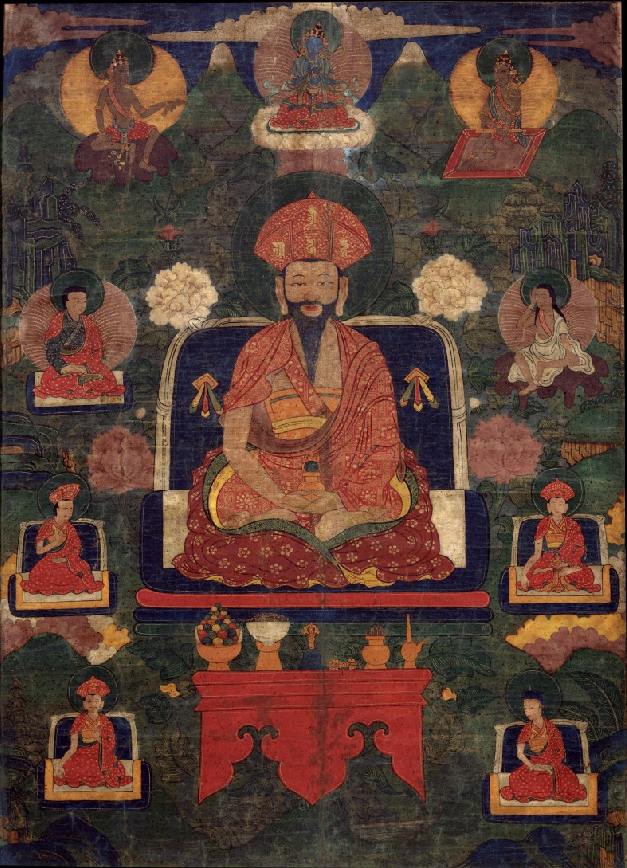
Шабдрунг Нгаванг Намгьял, основатель и лидер Бутана.

Итогом богословского и политического диспута относительно того, кто должен стать новым руководителем Друкпа Кагью, стало то, что двое лам (Нгаванг Намгьял и Гьялванг Пагсам Вангпо) настаивали на законности передачи под их контроль монастыря Ралунг. Оба они были поддержаны разными группами в школе тибетского буддизма, пользовавшейся поддержкой династии Цангпа, правившей в регионе. Из-за обострения конфликта Нгаванг Намгьял, чьи человеческие качества, такие, как честолюбие и харизма, могли угрожать правящему слою, отправился в добровольное изгнание в 1616/1617 годах. Получив приглашение ламы Гасы, он поселился в местности, впоследствии ставшей западным Бутаном. Она в то время была разделена на несколько мелких государств и контролировалась разными правителями и религиозными деятелями. Изгнанник был хорошо принят местным духовенством и заручился поддержкой населения, продолжая бросать вызов своим оппонентам, в том числе и династии Цангпа.
Его растущая популярность возмутила не только тибетцев, но и несколько влиятельных буддийских школ региона, таких, как школа Лхапа. В 1619 году династия Цангпа вторглась в Бутан с целью убийства Шабдрунга. Тибетцы были остановлены бутанскими правителями, пришедшими ему на помощь. Однако конфликт между ним и Тибетом не прекратился: смерть нескольких представителей тибетской династии от натуральной оспы была приписана волшебным способностям Шабдрунга.
Спустя время Шабдрунг изъявил желание стать духовным лидером Бутана. Многие вожди и духовенство признали его власть, но несколько лам отказались ему подчиняться. Контролировавший долины на западе Бутана Шабдрунг в 1629 году начал строительство стратегически важного объекта — крепости Симток-дзонг. Именно во время строительства дзонга сторонники Нгаванга Намгьяла были атакованы пятью группами ламаистов, среди которых были представители школ Гелуг, Барава, Катогпа, Сакья. Атака была отбита, а крепость достроена в 1631 году. Так как усилия лам не принесли серьёзных результатов, они обратились к главе династии Цангпа с просьбой вторгнуться в Бутан. Однако в течение нескольких лет бутанцы и тибетцы проводили переговоры, целью которых должно было стать предотвращение войны. Они окончились безрезультатно: в 1634 году тибетская династия начала второе вторжение в Бутан. Это натолкнуло бутанцев на мысль о том, что тибетский лидер не хотел мира, а переговоры были лишь уловкой. Мотивы правителя до сих пор остаются неясны, хотя есть мнение, согласно которому тибетцы желали вернуть себе реликвии, находившиеся на территории Бутана. Как бы то ни было, это вторжение было гораздо масштабнее предыдущего и было спланировано лучше него.

## Битва

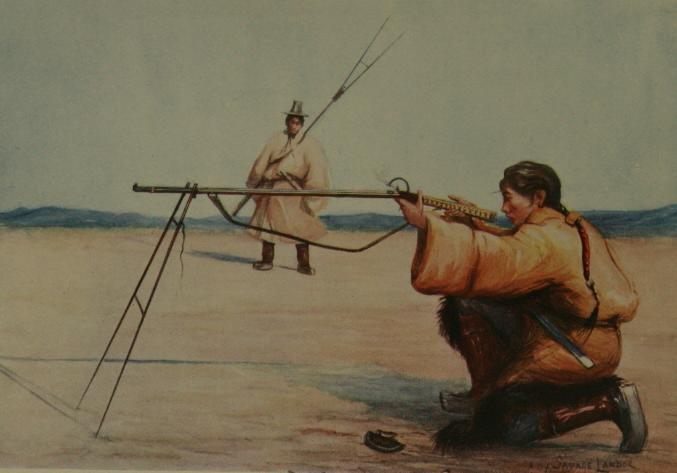
Тибетский солдат, использующий фитильный замок. Порох применялся обеими сторонами конфликта, хотя он ещё не окончательно вытеснил мечи, копья и луки.

Глава династии Цангпа, поддерживаемый бутанскими силами, направил в Бутан пять вооружённых групп, четыре из которых вторглись в долины Паро и Гаса, а пятая — в долину Бумтанг, где располагалось Бутанское королевство. Последнее нейтрально относилось и к Тибету, и к Шабдрунгу. По мнению историка Джона Ардусси, атаке оно подверглось, возможно, из-за того, что здесь, по мнению тибетцев, было велико влияние Шабдрунга. Сторонники Нгаванга Намгьяла вновь сплотились для защиты своего лидера, но вскоре стало понятно, что коалиция ламаистов и тибетцев значительно превосходила их в военной мощи. Передав свои полномочия доверенному лицу, Тензину Друкгьялу, Шабдрунг решил спастись бегством в Индию в случае потери контроля над территорией страны. Войска тибетцев, на вооружении которых было немалое количество китайских требушетов, быстро взяли Симток-дзонг штурмом. Запасы пороха, находившиеся в крепости, случайно воспламенились во время разграбления дзонга тибетскими военными. При взрыве Симток-дзонг, построенного за три года до того, погибло большинство находившихся здесь тибетцев. Среди оставшихся в живых распространилась паника, произошло это в том числе и потому, что они не знали о хранении тут запасов вооружений. Воспользовавшись сложившейся ситуацией, сторонники Шабдрунга атаковали и подавили их сопротивление. Некоторые бутанские источники утверждали, что часть тибетцев вернулась на родину с вестью о поражении. После победы в Битве пяти лам последователи Шабдрунга Нгаванга Намгьяла изгнали из долины Гаса монахов Барава, чем навсегда устранили конкурировавшую с ними буддийскую подшколу.

## Последствия
За победу над тибетскими захватчиками Шабдрунг заплатил высокую цену. Его режим едва не потерпел крах, а династия Цангпа и ламы продолжали нести угрозу. Тем не менее Нгаванг Намгьял продолжал заниматься государственным строительством, спустя время он начал искать подходящее место для новой крепости, более величественной, чем Симток-дзонг. Фундамент Пунакха-дзонга был заложен в 1637 году. После завершения создания дзонга он стал административным центром Бутана и оставался им до 1955 года, когда столица королевства была перенесена в Тхимпху, Симток-дзонг был восстановлен лишь в 1671 году. В 1639 году тибетцы предприняли ещё одну попытку вторжения в Бутан, но попытка провалилась: захватчики были вынуждены вести с бутанцами переговоры из-за конфликтов на собственной территории. Впоследствии Тибет признал Шабдрунга правителем Западного Бутана, после чего он упразднил некоторые буддийские подшколы и покорил большую часть восточной части страны.